# CS/LM5
CS/LM5 — китайский крупнокалиберный пулемёт с вращающимся блоком стволов. Впервые показан на военной выставке Africa Aerospace and Defence 2012 (AAD) в г. Претория (ЮАР) в составе боевого комплекса CS/VA1, состоящего из пулемёта, вспомогательного вооружения и полноприводного автомобиля. Предназначен для поражения низколетящих целей, лёгкой техники, скоростных катеров. Предполагается оснащать им разведывательные и патрульные подразделения. Имеет три ствола в блоке. Автоматика приводится в движение электрическим приводом.